# São Sebastião do Tocantins
São Sebastião  do Tocantins este un oraș în Tocantins (TO), Brazilia.